# Dedham Heath
Dedham Heath är en by i civil parish Dedham, i distriktet Colchester, i grevskapet Essex, i England. Byn är belägen 9 km från Colchester. Byn hade 601 invånare år 2021.